# Disease
Disease är en singel från 2003 av glamrockgruppen The Ark. Låten finns med på albumet In Lust We Trust från 2002. Singeln har ett B-spår, "Opera".
Melodin låg även på Tracks. Den testades även på Svensktoppen den 27 april 2003, men tog sig trots ett omtest veckan därpå inte in på listan.